# Иване-Пусте
Иване-Пусте (укр. Іване-Пусте) — село в Чортковском районе Тернопольской области Украины. Административный центр Иване-Пустенской сельской общины.

## Географическое положение
Село Иване-Пусте находится на расстоянии в 3 км от посёлка Мельница-Подольская и села Збручанское.
По селу протекает пересыхающий ручей с запрудой.
Через село проходят автомобильная дорога Т-2002 и
отдельная железная ветка, станция Иване-Пусте.

## История
- Село известно с XVI века.

В июле 1995 года Кабинет министров Украины утвердил решение о приватизации находившегося здесь птицеводческого совхоза.
Население по переписи 2001 года составляло 1995 человек.
До 2020 года входило в Борщёвский район.

## Экономика
- Комбикормовый завод.

## Галерея

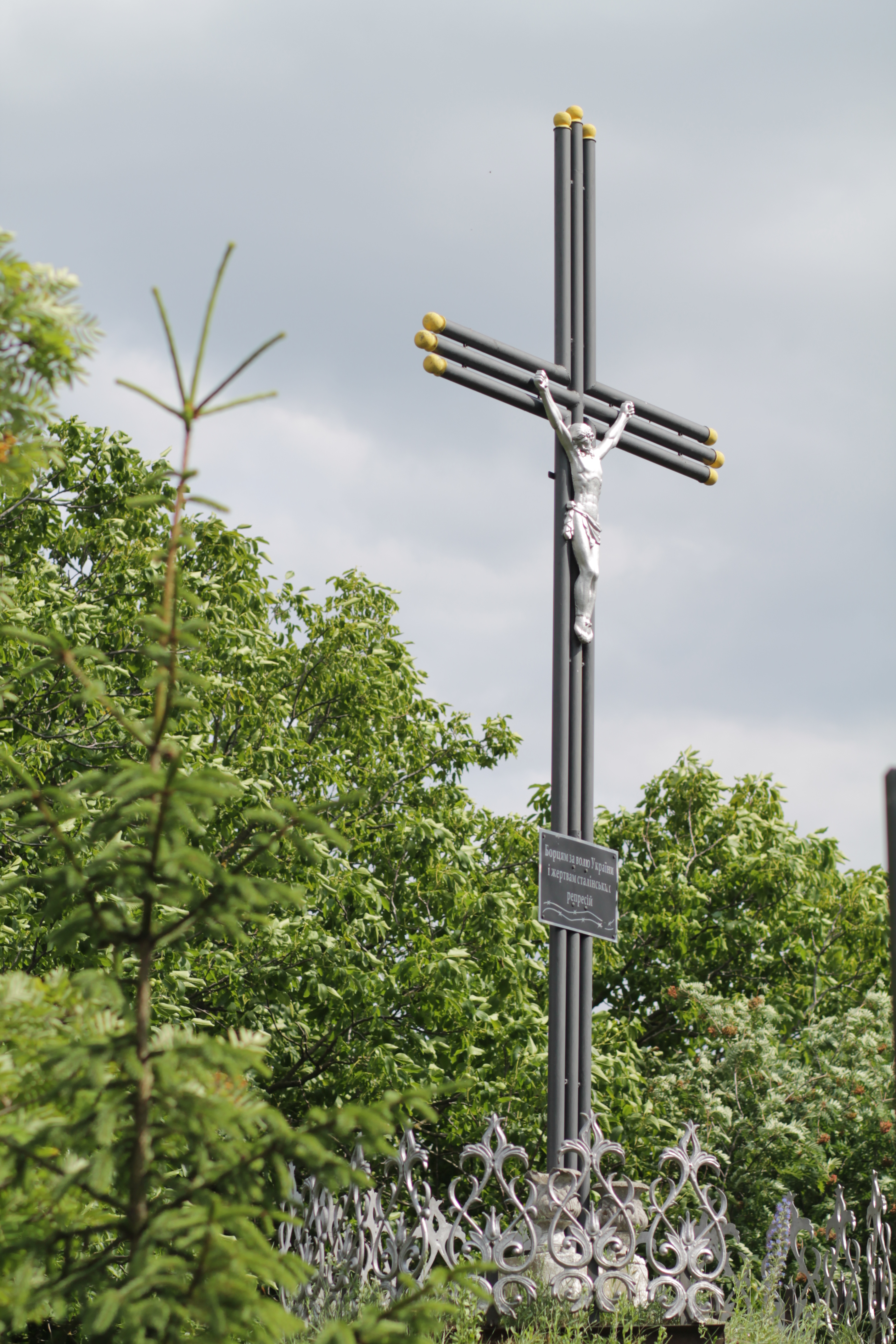
Жертвам сталинских репрессий
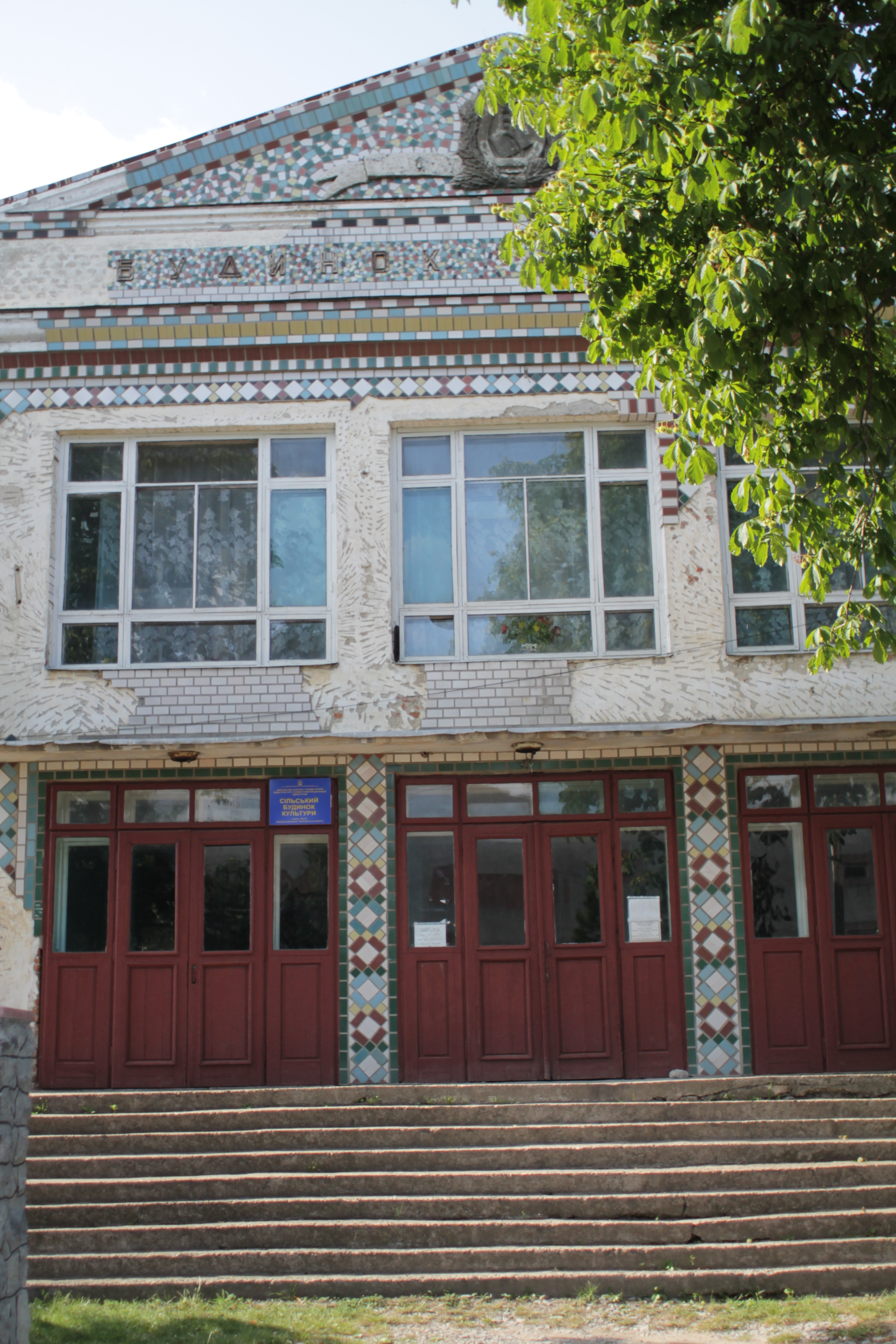
Сельсовет
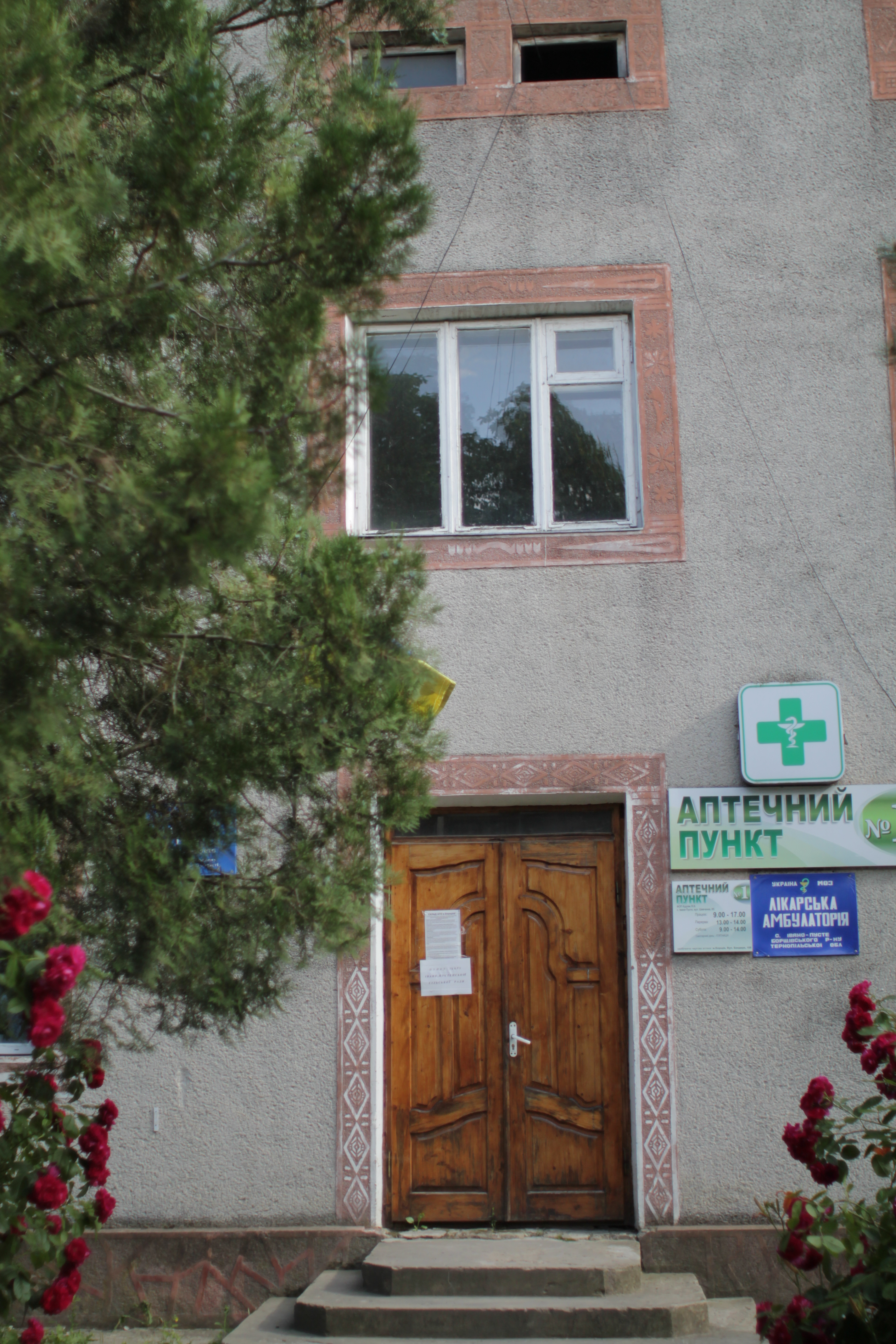
Фельдшерско-акушерский пункт
Церковь
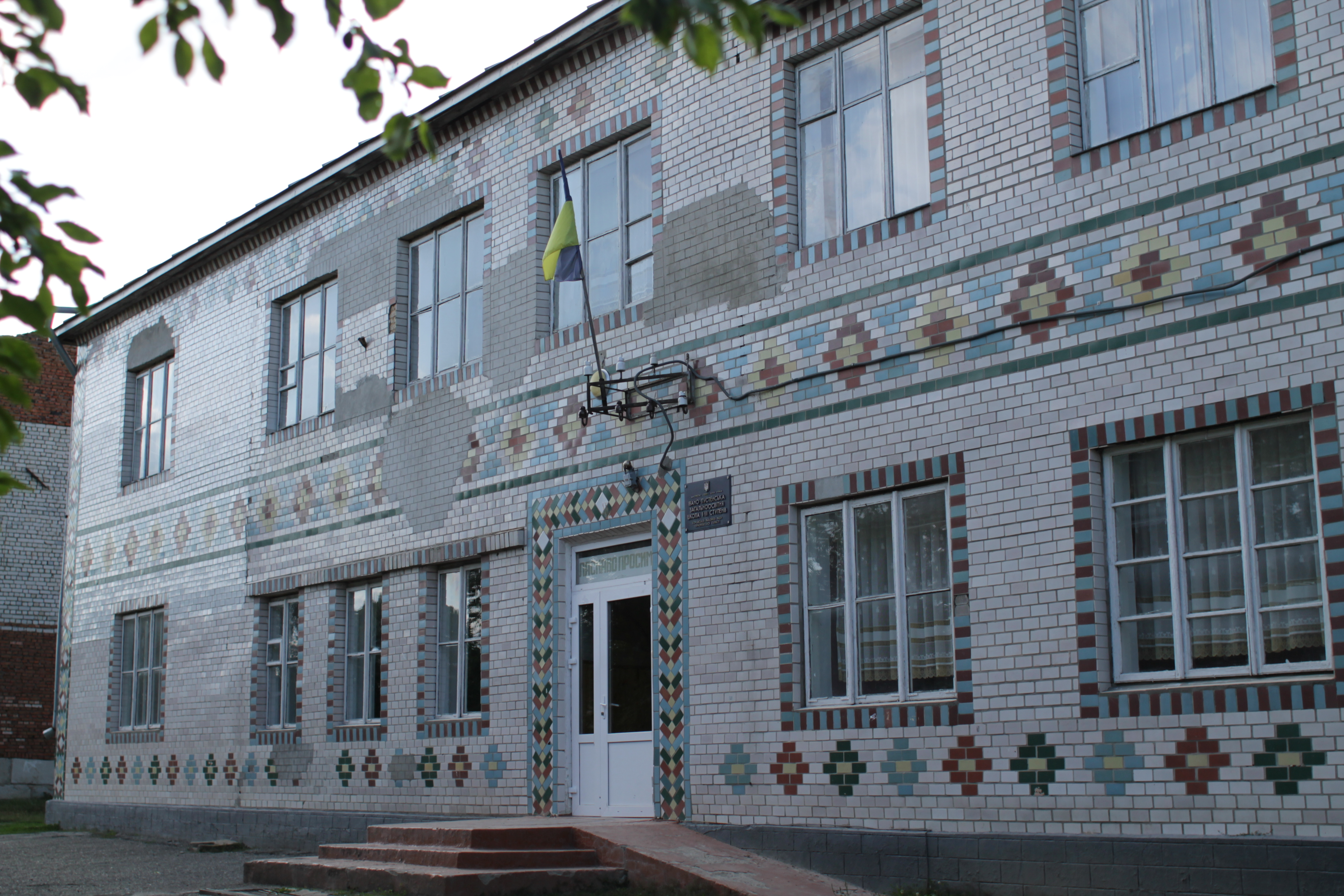
Школа